# 芥川龍男
芥川 龍男（あくたがわ たつお、1926年 - 2011年）は、日本の歴史学者。法政大学名誉教授。専門は日本中世史。

## 来歴
1947年3月、駒澤大学専門部高等師範科歴史科卒業。法政大学第二高等学校の教員を経て、法政大学教授に就任
。
2004年11月、秋の叙勲で瑞宝中綬章を受章。

## 著書
- 「豊後大友氏」新人物往来社 (戦国史叢書;9)　1972
- 「八王子・日野・府中・調布・町田史跡散歩」学生社 (武蔵野多摩史跡ガイド;1)　1979.8
- 「豊後大友一族」新人物往来社　1990.3

### 共著
- 「大分県玖珠郡九重町岐部城跡調査報告書」 (文化財調査報告;第7輯)芥川龍男, 甲斐素純 著　九重町教育委員会　1981

### 編著・校訂
- 「歴代鎮西要略 増補」芥川竜男校訂　近藤瓶城 校訂　文献出版　1976.9
- 「日田記」財津永倫 [原著], 芥川龍男, 財津永延 編著　文献出版　1977.4
- 「国東半島の民話 第1集」芥川龍男, 渡辺宏紀 共編　文献出版　1978.8
- 「国東半島の民話 第2集」芥川龍男, 渡辺宏紀 共編　文献出版　1978.12
- 「玖珠郡郷土史」小野敏夫 編, 芥川龍男 校訂　文献出版　1981.11
- 「大友宗麟のすべて」新人物往来社　1986.4
- 「武家文書の研究と目録 : お茶の水図書館蔵成簣堂文庫 上」主婦の友社　1988
- 「武家文書の研究と目録 : お茶の水図書館蔵成簣堂文庫 上」お茶の水図書館　1988.3
- 「日本中世の史的展開」文献出版　1997.7
- 「西国武士団関係史料集 1」芥川竜男, 福川一徳 編校訂　文献出版　1991.5
- 「西国武士団関係史料集 2」(岐部文書) 芥川竜男, 福川一徳 編校訂　文献出版　1992.4
- 「西国武士団関係史料集 3」(森文書) 芥川竜男, 福川一徳 編校訂　文献出版　1992.3
- 「西国武士団関係史料集 4」(富来文書) 芥川竜男, 福川一徳 編校訂 文献出版 1992.4
- 「西国武士団関係史料集 5」(戸次文書) 芥川竜男, 福川一徳 編校訂　文献出版　1992.6
- 「西国武士団関係史料集 6」 (臼杵宝岸寺過去帳)芥川竜男, 福川一徳 編校訂　文献出版　1992.7
- 「西国武士団関係史料集 7」(豊田文書) 芥川竜男, 福川一徳 編校訂　文献出版　1992.9
- 「西国武士団関係史料集 8」(財津文書・野上文書) 芥川竜男, 福川一徳 編校訂　文献出版　1992.10
- 「西国武士団関係史料集 9」(田北文書) 芥川竜男, 福川一徳 編校訂　文献出版　1993.2
- 「西国武士団関係史料集 10」(足立文書) 芥川竜男, 福川一徳 編校訂　文献出版　1993.10
- 「西国武士団関係史料集 11」 (田原文書) 芥川竜男, 福川一徳 編校訂　文献出版　1994.2
- 「西国武士団関係史料集 12」(萱島文書) 芥川竜男, 福川一徳 編校訂 文献出版　1994.4
- 「西国武士団関係史料集 13」(小田・魚返文書) 芥川竜男, 福川一徳 編校訂　文献出版　1994.7
- 「西国武士団関係史料集 14」(由比文書) 芥川竜男, 福川一徳 編校訂　文献出版　1994.8
- 「西国武士団関係史料集 15」(渡辺文書) 芥川竜男, 福川一徳 編校訂　文献出版　1994.10
- 「西国武士団関係史料集 16」(渡辺文書・河内文書) 芥川竜男, 福川一徳 編校訂　文献出版　1994.12
- 「西国武士団関係史料集 17」(鶴原文書・田口文書) 芥川竜男, 福川一徳 編校訂　文献出版　1995.1
- 「西国武士団関係史料集 18」
- 「西国武士団関係史料集 19」
- 「西国武士団関係史料集 20」
- 「西国武士団関係史料集 21」
- 「西国武士団関係史料集 22」
- 「西国武士団関係史料集 23」
- 「西国武士団関係史料集 24」
- 「西国武士団関係史料集 25」
- 「西国武士団関係史料集 26」
- 「西国武士団関係史料集 27」
- 「西国武士団関係史料集 28」
- 「西国武士団関係史料集 29」
- 「西国武士団関係史料集 30」
- 「西国武士団関係史料集 31」
- 「西国武士団関係史料集 32」
- 「西国武士団関係史料集 33」
- 「西国武士団関係史料集 34」
- 「西国武士団関係史料集 35」
- 「西国武士団関係史料集 36」(田原文書・吉弘文書) 芥川竜男, 福川一徳 編校訂 文献出版　1999.10
- 「西国武士団関係史料集 37」(竹田津文書・岐部文書) 芥川竜男, 福川一徳 編校訂 文献出版　2000.4

### 論文
- CiNii>

## 関連人物・事項
- 中島義一（1926年 - ）- 地理学者、駒澤大学名誉教授